# Козо Саве
Козо Саве (фр. Cazaux-Savès) насеље је и општина у јужној Француској у региону Миди Пирене, у департману Жерс која припада префектури Ош.
По подацима из 2011. године у општини је живело 282 становника, а густина насељености је износила 50,18 становника/km². Општина се простире на површини од 5,62 km². Налази се на средњој надморској висини од 154 метара (максималној 241 m, а минималној 150 m).

## Демографија
| 1962. | 1968. | 1975. | 1982. | 1990. | 1999. | 2011. |
| ----- | ----- | ----- | ----- | ----- | ----- | ----- |
| 101   | 137   | 145   | 120   | 134   | 138   | 282   |

График промене броја становника у току последњих година